# Ossett
Ossett – miasto w północnej Anglii (Wielka Brytania), w hrabstwie West Yorkshire. Zamieszkuje je około 21 000 osób.